# 約夏米·吉布斯
約夏米·吉布斯（英語：Joshamee Gibbs），常被稱作吉布斯先生（Mr. Gibbs），是在神鬼奇航系列電影中登場的一名虛構角色，傑克·史派羅船長忠心耿耿的大副。除了傑克·史派羅和哈克特·巴博沙外，吉布斯是極少數在該系列五部電影中均有登場的角色之一。
在系列電影中皆由凱文·麥克納利飾演吉布斯，在電玩遊戲《Pirates of the Caribbean: The Legend of Jack Sparrow》中則由史蒂芬·布魯姆為該角配音。

## 電影

### 鬼盜船魔咒
最初登場時，約夏米·吉布斯是英國皇家海軍的准尉，隨著赴任總督的威瑟比·斯旺前往羅亞爾港。當時的吉布斯顯露出非常迷信的個性，害怕提及海盜，當他們遇見一艘失事的船隻時，吉布斯便相信它是被海盜擊沉的。八年後，吉布斯因故離開皇家海軍；由於他非常害怕海盜的緣故，意識到唯一的解決辦法就是自己成為一名海盜。這時他還認識了知名的海盜傑克·史派羅船長。
在土圖加港，吉布斯加入了史派羅與威爾·杜納的行列，組成一個團隊駕駛攔截者號。不幸他們被傑克的死敵哈克特·巴博沙抓住，吉布斯與其他同夥皆被關在黑珍珠號內；然而伊麗莎白·斯旺隨後趕來救出了他們。吉布斯拒絕去援助正在和巴博沙決鬥的傑克和威爾，並表示傑克欠他們一艘船。影片結局，吉布斯與其他人駕駛黑珍珠號來及時救出將被英國軍隊的傑克·史派羅，讓傑克擔任船長，自己則就任大副。

### 加勒比海盜
吉布斯仍在傑克·史派羅部下工作，黑珍珠號的海盜還差點被荒島食人族給吃掉，最終是威爾·杜納趕來救出他們。後來，當傑克向蒂婭·達爾瑪出示他手中的「黑點」時，吉布斯顯得驚慌失措。
戴維·瓊斯派出的大海怪摧毀黑珍珠號之後，吉布斯是少數倖存下來的船員之一。當蒂婭·達爾瑪詢問他們是否願不惜一切、前往世界盡頭救回傑克時，吉布斯是第一個答應的人。

### 世界的盡頭
吉布斯帶著手下隨著伊麗莎白和巴博沙前往新加坡，從當地海盜王嘯風船長處取得船隻前往世界盡頭去救傑克。
海盜王大會召開期間，當海盜平斯發現九大海盜王的金幣只不過是堆破銅爛鐵時，吉布斯還跟他解釋了這些金幣的由來。隨後吉布斯參與了對抗飛翔荷蘭人號的海上戰鬥。
影片結束時，由於吉布斯喝醉了，導致巴博沙伺機偷走黑珍珠號。最終他選擇留在土圖加港，而沒有跟傑克去尋找青春之泉。

### 幽靈海
在倫敦，吉布斯被英軍誤認作為傑克·史派羅而遭逮捕，但真正的傑克·史派羅冒充為法官，判他做無期徒刑而不是預定的死刑，以此救他一命。在傑克不幸被皇家警衛逮住前，吉布斯從他身上偷走了青春之泉的地圖。已成為皇家海軍軍官的巴博沙前來向吉布斯逼問地圖的下落，為防對方出爾反爾，吉布斯燒毀地圖並表示自己已將路線記在腦海中，不得不迫使巴博沙帶上他作為向導去找青春之泉。航行途中，吉布斯幾度因故差點與巴博沙起衝突。
吉布斯最終與傑克重聚，他使用傑克的魔法羅盤找到了黑鬍子的船隻安妮女王復仇號，且尋獲了被縮小在一個瓶子內的黑珍珠號。結局時，吉布斯與傑克正計畫著如何將黑珍珠號恢復到原來的大小。

### 死無對證
這時，傑克與吉布斯等人已擁有一艘破船「垂死海鷗號」，他們一行前往去打劫聖馬丁一家新開幕的銀行，不料計畫失敗，傑克等人分文未得，吉布斯與其他人因此失望地與傑克分道揚鑣。然而當傑克被送上斷頭台之際，吉布斯等人還是與亨利·杜納合作，用砲火攻擊刑場，救下了傑克與女天文學家卡芮娜·史密斯，一行人前往尋找傳說中海神的三叉戟，以阻止傑克敵人薩拉查船長的追殺。當薩拉查追上他們時，傑克、亨利與卡芮娜逃至一座島上，吉布斯與其他人則選擇留在垂死海鷗號上，因此他們被隨後趕到英國皇家海軍逮捕，在埃塞克斯號的牢獄裡，吉布斯利用一名船員的腳趾甲開鎖，一行人順利逃出，正好趕上薩拉查與黑珍珠號船員的戰鬥。
在傑克、亨利與卡芮娜受困於海底深溝時，吉布斯與其他船員拋下鐵錨幫助他們爬上來。巴博沙選擇與薩拉查同歸於盡後，吉布斯和其他人一樣為他默哀，脫帽致敬。結局，當把亨利與卡芮娜送回與家人團聚後，吉布斯仍追隨著傑克出航，享受海盜生涯。

## 幕後創作
編劇泰瑞·羅西奧表示，吉布斯應是整個系列中最有品德的角色。而演員凱文·麥克納利本人則認為吉布斯似乎是系列中唯一明智的人物，他還說「吉布斯通常在這些故事中扮演非常重要的角色，他時常質疑傑克船長的動機，這使得這個角色成為一個非常有用的工具，能夠為觀眾澄清某些關鍵情節點」。

## 外部連結
- 互联网电影数据库上約夏米·吉布斯的资料（英文）
- 約夏米·吉布斯 （页面存档备份，存于）在神鬼奇航維基上的條目（英文）